# Stegnosperma sanchezii
Stegnosperma sanchezii är en tvåhjärtbladig växtart som beskrevs av Medrano och Rosalinda Medina Lemos. Stegnosperma sanchezii ingår i släktet Stegnosperma och familjen Stegnospermataceae. Inga underarter finns listade i Catalogue of Life.